# Мисисага
Мисиса̀га (на английски: Mississauga) е град в южната част на щата Онтарио, Канада.
Градът е с население от 721 599 жители (2016), което го прави 6-ия по големина град в Канада. Мисиса̀га е четвъртото по големина пристанище на Големите езера, надминаващо Милуоки и Кливлънд през 20 век.

## История
Градът е купен от британците през 1805 г. Градска община е от 1974 г. През двете десетилетия до 2006 г., почти удвоява населението си (с 303 хиляди души).

## Икономика
Важен транспортен център на Канада – през него минават 7 магистрали, на негова територия е по-голямата част от международното летище Торонто Пиърсън.
Въпреки размерите му все още е считан от някои за предградие (най-голямото в страната) на Торонто, понеже няма ясна граница между двата града. Покрай икономическия растеж на Торонто градът също се развива поради привлекателните му по-ниски цени на работна сила, недвижимост и др. 60 от 500-те най-големи американски компании (Fortune 500) са разположили своите канадски или световни седалища в града – Hewlett-Packard, Microsoft, IMAX Corporation, General Electric, Wal Mart и др.
Макар да е сред 10-те най-големи канадски града, Мисисага има малко културни учреждения, които са недостатъчни за неговите размери. Той остава най-големият град в Канада без ежедневен вестник – The Mississauga News излиза на всеки 3 дена; няма и своя радиостанция.

## Побратимени градове
- Кария, Япония